# Водне поло на Чемпіонаті світу з водних видів спорту 1998
Змагання з водного поло на Чемпіонаті світу з водних видів спорту 1998 тривали з 7 до 18 січня 1998 року на Челлендж-Стедіумі в Перті (Австралія).

## Медальний залік

### Таблиця медалей
| Місце               | Країна              | Золото | Срібло | Бронза | Загалом |
| ------------------- | ------------------- | ------ | ------ | ------ | ------- |
| 1                   | Іспанія (ESP)       | 1      | 0      | 0      | 1       |
| 1                   | Італія (ITA)        | 1      | 0      | 0      | 1       |
| 3                   | Нідерланди (NED)    | 0      | 1      | 0      | 1       |
| 3                   | Угорщина (HUN)      | 0      | 1      | 0      | 1       |
| 5                   | Австралія (AUS)     | 0      | 0      | 1      | 1       |
| Загалом (5 збірних) | Загалом (5 збірних) | 2      | 2      | 1      | 5       |

### Медалісти
| Дисципліна | Золото | Срібло | Бронза |
| ---------- | --- | --- | --- |
| Чоловіки   | Іспанія Даніель Бальярт Мануель Естіарте Педро Гарсія Сальвадор Гомес Мігель Гонсалес Густаво Маркос Рубен Мічавілья Іван Моро Серхі Педрероль Іван Перес Хесус Рольян Жорді Санс Карлес Санс                           | Угорщина | ФР Югославія Александар Чирич Данило Ікодинович Драган Йованович Нікола Куляча Александар Николич Душан Попович Деян Савич Александар Шапич Петар Трбоєвич Велько Ускокович Желько Вичевич Владимир Вуясинович Ненад Вуканич |
| Жінки      | Італія Кармела Аллуччі Александра Арауджо Крістіна Консолі Франческа Конті Аетонелла Ді Джачінто Елеонора Гей Меланія Грего Стефанія Ларуччі Джузі Малато Мартіна Мічелі Маддалена Мусумечі Моніка Вальянт Мілена Вірці | Нідерланди Карла ван дер Бон Карла ван Усен Еллен Баст Гілліан ван ден Берг Даніелле де Броєн Едме Гімстра Карін Кейперс Інґрід Лейєндеккер Петра Мердінк Карла Квінт Сандра Схерренбурґ Маріелле Схотанс Мар'ян оп ден Велде | Австралія Наомі Касл, Сімон Діксон, Кайлі Інґліш, Бріджетт Ґастерсон, Їветт Гіґґінс, Бронвін Маєр, Мелісса Міллс, Стефані Нішем, Мерієн Тейлор, Ліз Вікс, Шеран Вілок, Денієлл Вудгаус, Терін Вудс.                          |